# Kirchberger Gut

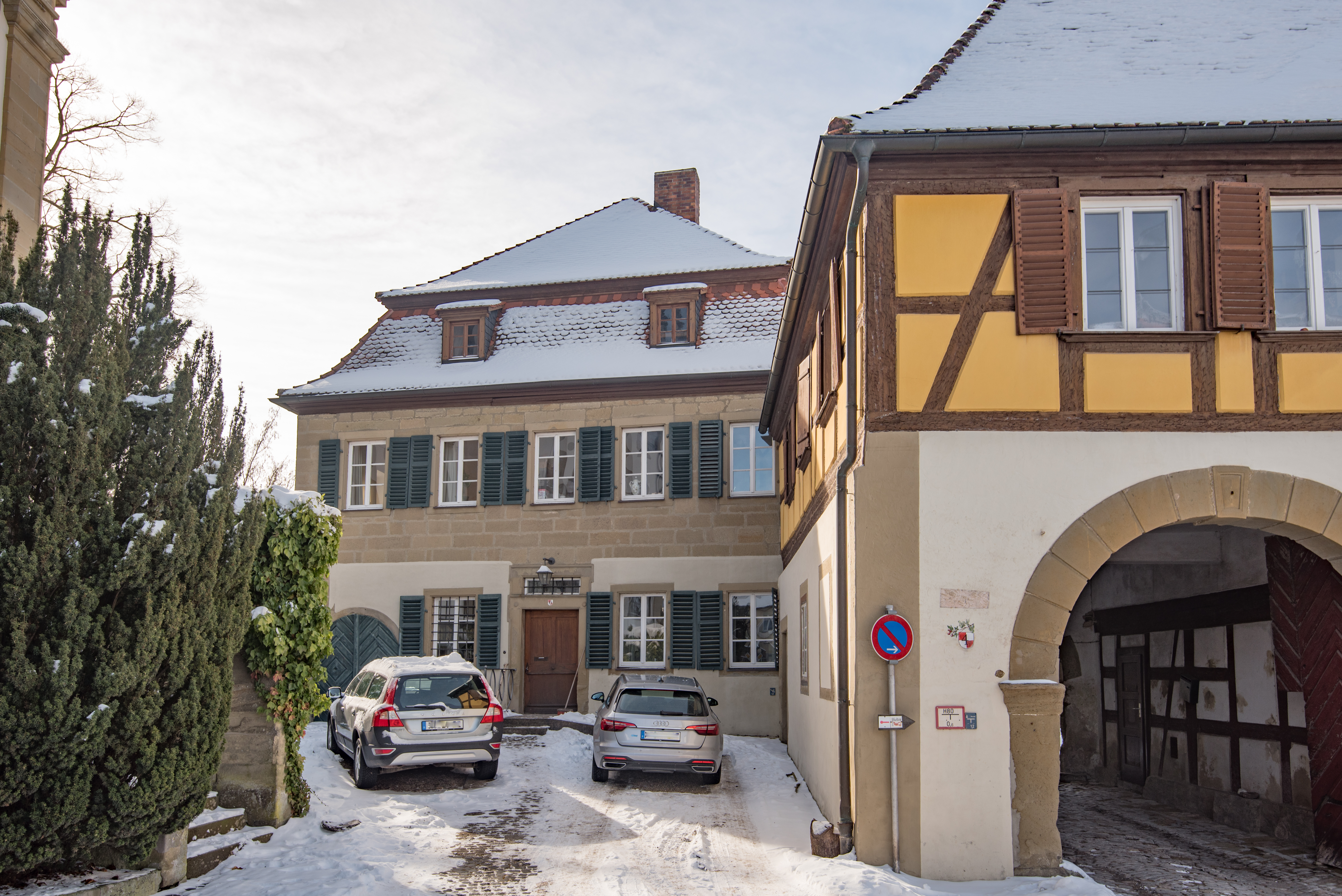
Die beiden Hofteile des Kirchberger Gutes: Im Vordergrund Im Oberdorf 4, dahinter Im Oberdorf 6

Das ehemalige Kirchberger Gut (früher Hausnummern 61 und 62; heutige Adressen Im Oberdorf 4 und 6) war eine Hofanlage in Castell im unterfränkischen Landkreis Kitzingen. Heute sind die vormaligen Bestandteile des Hofgutes als Baudenkmäler eingeordnet.

## Geschichte

### Hausnummer 61 (Im Oberdorf 6)
Erstmals urkundlich erwähnt wurde das Haus im Jahr 1617. Damals lebte hier die Pfarrerswitwe Elisabeth Weidling hier. Sie verkaufte das Anwesen im Jahr 1618 an Graf Wolfgang II. zu Castell-Remlingen. Das Haus blieb in den folgenden Jahrhunderten in den Händen der Grafen. Erstmals als Kirchberger Gut wurde es im Jahr 1728 genannt. Der Name verweist auf die Nähe zur Kirche St. Johannes. Damals bestand auf dem Gelände ein herrschaftlicher Gutsbetrieb, der an verschiedene Pächter vergeben wurde. 1748 ist ein gewisser J. Pfister genannt. Im Jahr 1792 musste das Haus renoviert werden, wobei auch die Außenwände mit Sandsteinquadern neu aufgemauert wurden.
Neuerlich musste das Haus im Jahr 1826 renoviert werden. Es besaß zwei Gewölbekeller und ein zugeordnetes Nebengebäude, in dem ein Schweinestall untergebracht war. Ab um 1850 setzte sich die Bezeichnung „Oberes Kirchberger Haus“  für die Hausnummer 61 durch. Damals lebte hier der Hofprediger Gerber. Um 1900 waren hier mehrere fürstliche Bedienstete, darunter der Sekretär Theodor Treuheit hier untergebracht. Im Zweiten Weltkrieg zogen Evakuierte aus Würzburg in die Räumlichkeiten ein. Bauliche Veränderungen wurden außerdem 1957 und 1980 vorgenommen. Das Haus wurde immer wieder vermietet.

### Hausnummer 62 (Im Oberdorf 4)
Das Haus mit der Nummer 62 bestand lange Zeit aus zwei Teilanwesen, die erst im 18. Jahrhundert verbunden wurden. Darunter war das bereits 1472 erstmals genannte Frühmeß-Haus. Hier lebte der Frühmesser, dessen Stelle im Zuge der Reformation im 16. Jahrhundert allerdings eingezogen wurde. Zeitweise lebte im Anwesen auch der Gemeindeschmied. So ist 1558 Georg Müller als solcher nachweisbar. Das Haus wechselte im 17. Jahrhundert häufiger den Besitzer, ehe es 1653 wieder an den Schmied Hanns Philipp Linckenstein gelangte. 1680 kam der Schmied Hannß Mercklein aus Greuth an das Haus.

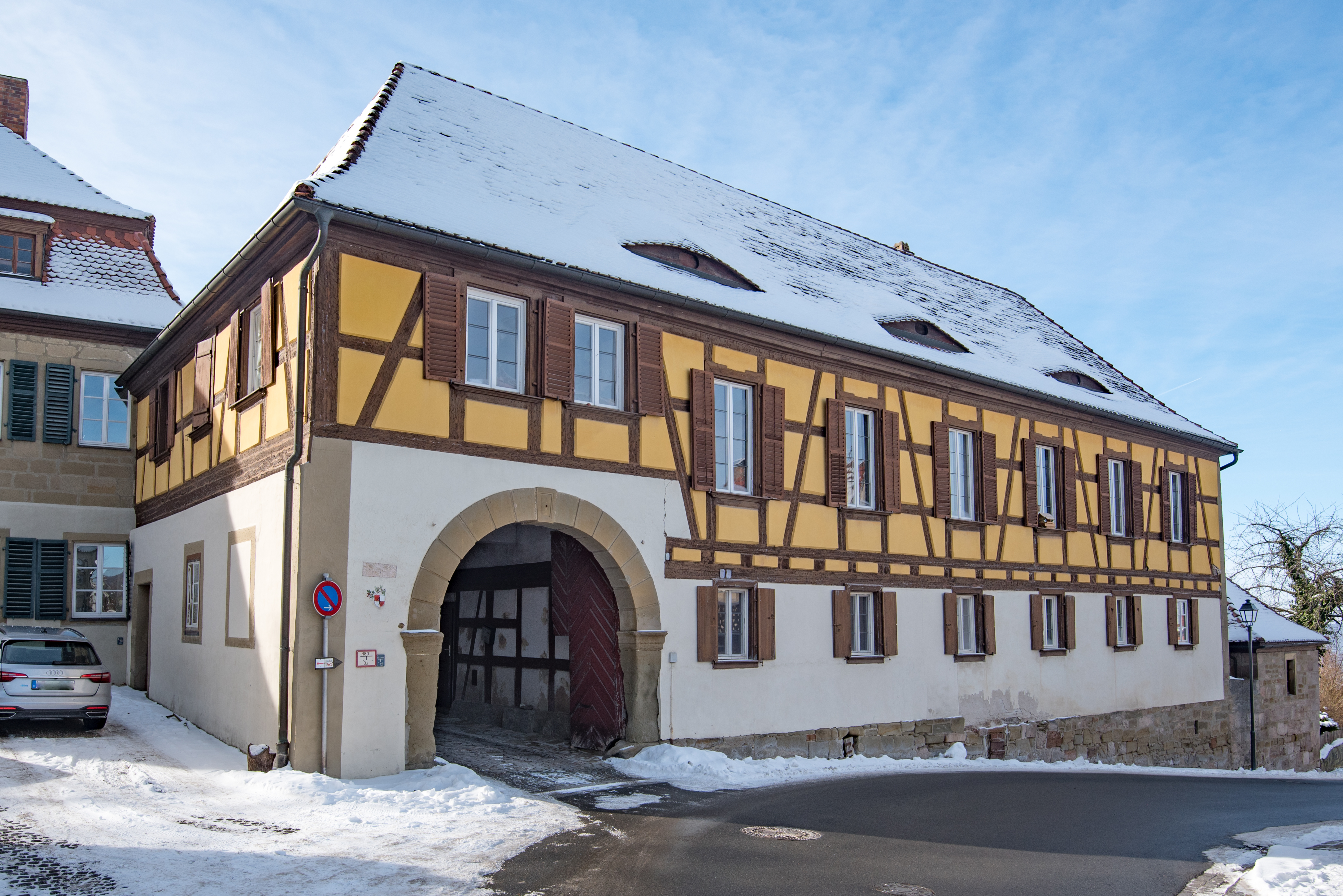
Haus Im Oberdorf 4

Das zweite Teilanwesen wurde im Jahr 1617 erstmals erwähnt. 1622 bis 1635 bewohnte es Florian Seüffert, ehe es 1635 von Frantz Dürr erworben wurde. Immer wieder war es in Besitz von hochgestellten Persönlichkeiten des Dorfes. So betrieb zwischen 1645 und 1671 Claus Hummel eine Metzgerei in den Räumlichkeiten, der auch als castell’scher Schultheiß tätig war. Von 1703 an ist Wilhelm Ludwig Schwenck, der als Amtskeller für die Grafen zu Castell arbeitete. Schwenck errichtete auch einen steinernen Neubau an der Stelle. Das Haus wurde 1715 von der Herrschaft erworben und als Witwensitz genutzt.
Im ehemaligen Frühmeßhaus zog 1723 der Hofmetzger Philipp Stephan Federlein ein, der zuvor als Pächter des Gasthauses zur Krone in Erscheinung getreten war. Ab 1734 lebte hier Wolfgang Majer, ein Sekretär und späterer Rat der Grafen. Vor 1762 war dann die gesamte Hofanlage an die Herrschaft gelangt. Es wurde mit einer steinernen Mauer umgeben. Es wurde im 19. Jahrhundert mit mehreren Nebengebäuden umgeben, darunter Pferdeställe, Scheunen, eine Tenne und eine Waschküche. Auch das Anwesen 62 besitzt zwei Gewölbekeller.
Im Vorderhaus Nummer 62 lebten ab 1801 die Direktoren des Hauses Castell, die die Verwaltung der Standesherrschaft übernahmen. Es waren dies: 1801 bis 1815 Johann Heinrich Müller, 1815 bis 1819 Carl von Jan, 1820 bis 1837 Johann Gottlieb Müller, 1837 bis 1856 Dominalkanzleidirektor Christian Westernacher, 1860 bis 1867 Forstmeister Wilhelm Straßner, 1868 Forstrat Gustav Wagner, 1899 ein gewisser Rapp und 1904 der Rechnungsinspektor Rieß. In der Folgezeit wurde das Haus an verschiedene Mieter vergeben. So ist ab 1941 eine Pflegestation des Roten Kreuzes hier nachweisbar.
Ab 1945 wurden Heimatvertriebene in den Räumlichkeiten untergebracht. Danach richteten die Besitzer hier Landarbeiterwohnungen ein. Zwischen 1978 und 1984 wurde das Vorderhaus als Galerie genutzt. Hier waren Kunstwerke Berliner Kunstschaffende ebenso ausgestellt wie Werke fränkische Künstler. Zwischen 1984 und 1989 zog die Familie Thompson in den Räumlichkeiten ein. In den 1990er Jahren lebten hier immer wieder auch Vertreter des Hauses Castell in den Räumlichkeiten, darunter Johannes zu Castell-Castell und Heinrich zu Castell-Castell.

## Beschreibung
Die beiden erhaltenen Bauten des ehemaligen Kirchberger Gutes werden heute vom Bayerischen Landesamt für Denkmalpflege als Baudenkmal eingeordnet. Beide entstanden in ihrer heutigen Form im 18. Jahrhundert. Das Haus Im Oberdorf 4 präsentiert sich als zweigeschossiger Walmdachbau. Das Haus wurde nicht in Massivbauweise errichtet, sondern entstand als Fachwerkgebäude. Bedeutendstes Gliederungselement der Fassade bildet das große Rundbogentor auf der linken Seite. Das Obergeschoss wurde außerdem mit geohrten Fensterrahmungen ausgestattet. Das Haus weist Fledermausgauben auf.
Das angrenzende Haus Im Oberdorf 6 entstand in Massivbauweise, wobei zur Errichtung Sandsteinquader verwendet wurden. Es ist ebenfalls zweigeschossig gearbeitet, schließt allerdings mit dem für die Bauten im Dorfkern von Castell so charakteristischen Mansarddach ab. An seiner Schmalseite ist das Haus mit dem angrenzenden Nachbargebäude verbunden, sodass die ehemalige Hofanlage noch nachvollzogen werden kann. Das Hauptportal wurde mit einem Oberlicht ausgestattet und weist als Verzierung ein Wappen der Castell auf. Fledermausgauben sind auch an diesem Haus zu finden.